# أغوستين روس
أغوستين روس (بالإسبانية: Agustín Ross Edwards)‏ هو دبلوماسي ومصرفي وسياسي تشيلي، ولد في 5 فبراير 1844 في لا سيرينا في تشيلي، وتوفي في 20 أكتوبر 1926 في فينيا ديل مار في تشيلي. حزبياً، نشط في National Party (Chile, 1857) ‏. وقد انتخب عضو مجلس الشيوخ من شيلي.